# Pacificatie van 1917
De Pacificatie van 1917 was een  maatschappelijk compromis waarmee een einde kwam aan de jarenlange schoolstrijd in Nederland. Na een grondwetswijziging had het bijzonder onderwijs voortaan evenveel recht op financiële steun van de overheid als het openbaar onderwijs. Daarnaast werd voor mannen ouder dan 25 jaar het algemeen kiesrecht ingevoerd, twee jaar later gevolgd door het vrouwenkiesrecht. Evenredige vertegenwoordiging op basis van een nationaal kiesdistrict verving daarbij het meerderheidsstelsel. De sociale kwestie (het arbeidersvraagstuk) werd echter niet opgelost.
Om tot deze pacificatie te komen, waren er conferenties belegd tussen de leiders van alle maatschappelijke zuilen.

## Liberale dominantie
Met de grondwetsherziening van 1848 werd in Nederland een parlementair stelsel ingevoerd. Hoewel de nieuwe grondwet liberaal was, werd de politiek aanvankelijk nog niet gedomineerd door de liberalen. Politieke partijen ontbraken nog, parlementsleden verenigden zich in informele allianties en kiesverenigingen. De liberalen waren wel het duidelijkst te onderscheiden als politieke stroming in de Tweede Kamer. Daarnaast waren er conservatieven, die het echter ontbrak aan een samenhangende ideologie. Het grootste deel van het parlement werd gevormd door een ongeorganiseerde middengroep van conservatief-liberaal gematigden.
Na de strijd om het parlementaire stelsel van 1866-1868 verloren de conservatieven aan invloed, terwijl de conservatief-liberalen verdwenen. De liberalen domineerden daarna de Tweede Kamer. Door het censuskiesrecht werden andere groepen uitgesloten. De liberalen richtten de Nederlandse  staat daarna in volgens de liberale beginselen. Dit schiep een vrijheid waardoor, vanaf ongeveer 1870, voorheen gediscrimineerde minderheden zich konden emanciperen. De katholieken streden voor gelijkberechtiging met de protestanten, de sociaaldemocraten wilden de positie van de niet-kerkse arbeiders verbeteren, terwijl het orthodoxe protestantisme de eigen identiteit probeerde te beschermen.

## Partijvorming
Vooral de schoolstrijd zou er hierna voor zorgen dat er partijvorming optrad. Er begonnen zich confessionele partijen te vormen als tegenwicht tegen de liberalen, met de protestantse Anti-Revolutionaire Partij als eerste landelijke politieke partij. Om zich af te schermen van een liberale samenleving, werden op veel gebieden eigen organisaties opgericht, later ook door de socialisten. Daarop moesten ook de liberalen zich beter organiseren. De verzuiling begon daarmee vorm te krijgen. De uitbreiding tot algemeen kiesrecht en de schoolkwestie waren in dit klimaat tot 1887 onoplosbaar. In de jaren daarna werden steeds meer concessies gedaan. Met de pacificatie werd dit proces in 1917 voltooid.

## Gevolgen
Door de pacificatie verloor de antithese zijn functie. Dit gold daarmee eigenlijk ook voor de confessionele partijen, maar deze hielden vast aan het idee van de antithese, terwijl hun achterban door het algemeen kiesrecht dusdanig was gegroeid dat zij van 1918 tot 1994 altijd deel uitmaakten van de regering.
De periode van 1918-1973 werd gekenmerkt door de pacificatiepolitiek, waarmee getracht werd ideologische tegenstellingen op te lossen, wat vooral bij levensbeschouwelijke kwesties niet altijd lukte.